# Aspitates conspersaria
Aspitates conspersaria là một loài bướm đêm trong họ Geometridae.